# Lygodactylus verticillatus
Lygodactylus verticillatus este o specie de șopârle din genul Lygodactylus, familia Gekkonidae, descrisă de Mocquard 1895. A fost clasificată de IUCN ca specie cu risc scăzut. Conform Catalogue of Life specia Lygodactylus verticillatus nu are subspecii cunoscute.